# Georgetown (condado de Luzerne)
Georgetown es un lugar designado por el censo ubicado en el condado de Luzerne en el estado estadounidense de Pensilvania. En el año 2010 tenía una población de 1.640 habitantes.

## Geografía
Georgetown se encuentra ubicado en las coordenadas 41°13′36″N 75°52′19″O / 41.22667, -75.87194.. Según la Oficina del Censo de los Estados Unidos, Georgetown tiene una superficie total de 0,74 mi² (1,9 km²), de la cual 0,74 mi² (1,9 km²) corresponden a tierra firme y 0 mi² (0 km²) es agua.